# 赵周 (东周)
赵周（?—?），嬴姓，赵氏，名周，《世本》记载字子起，晋国赵氏的宗主赵简子长子赵伯鲁的儿子，但《世本》记载赵周是赵襄子的儿子。
趙襄子本為趙簡子庶子，但趙簡子為了趙氏的未來，廢了嫡長子趙伯魯世子之位，將趙氏傳給聰慧的趙襄子。由於伯魯以嫡長子的身分被廢，趙襄子決定尊重宗法，不立自己的兒子為繼承人，希望把趙氏傳給伯魯之子趙周，把他封到代地（今河北蔚县）立為代成君。由於代成君早死，又改立趙周之子趙浣為儲君。襄子死後，其子趙桓子自立為君。桓子死後，趙家宗室迎回趙浣，擁立為君，是為趙獻子。